# Umm al-Samim
Umm al-Samim, també transcrit Umm as-Samim (àrab: أم الصّميم, Umm aṣ-Ṣamīm), és un territori de sorres movedisses i de salines (sabkha) a la part oriental del Rub al-Khali, dins de les fronteres d'Oman cobrint una regió de límits mal definits a l'extrem oriental de l'Aràbia Saudita i Oman.
Les aigües que corren per aquesta àrea, que baixen de les muntanyes d'Oman, queden tancades sota la sal; hi ha un uadi generalment sec a la vora del Rub al-Khali. Al-Samim (coneguda localment com la "Mare dels Peixos") és una zona pantanosa salada amb una crosta sòlida, que pot ser traïdora, ja que es pot trencar. Hi ha poca vegetació. Sir Wilfred Thesiger, viatger i explorador, fou el primer occidental a la zona als anys 1940 del segle xx. Al nord i est d'Umm al-Samim viu la tribu al-Duru o al-Diri, ibadites ghafiris, i la tribu ifar, sunnita.